# 神戸市立西須磨小学校
神戸市立西須磨小学校（こうべしりつ にしすましょうがっこう）は、兵庫県神戸市須磨区行幸町3丁目にある公立小学校。

## 概要
神戸市立西須磨小学校は、神戸市須磨区行幸町三丁目にある、公立小学校。生徒数は、2021年時点で986人。教職員は56人。

## 沿革
- 1872年11月 - 西須磨村字下桶詰に一ノ谷小学開校
- 1882年4月 - 一ノ谷小学と須磨小学が合併し、須磨小学校と改称。
- 1893年1月1日 - 一ノ谷尋常小学校が発足。
- 1897年4月 - 高等科を設置し、一ノ谷尋常高等小学校と改称。
- 1900年5月 - 須磨尋常高等小学校に改称。
- 1917年7月 - 須磨町西須磨中一丁所[1]に校舎移転。
- 1920年4月 - 神戸市須磨尋常高等小学校に改称。
- 1938年4月 - 若宮尋常小学校（現・神戸市立若宮小学校）開校に伴う校区変更。
- 1941年4月 - 神戸市西須磨国民学校と改称。
- 1947年4月 - 神戸市立西須磨小学校と改称。
- 1950年10月 - 校歌制定。
- 1958年12月 - 分教場に円筒校舎が完成。1959年に西須磨小学校分校として発足。
- 1960年4月 - 円筒校舎が神戸市立北須磨小学校として分離独立。
- 1990年-ドリームタワー完成。
- 1992年11月-創立100周年。
- 1994年8月 - 校舎改築工事が始まる。(3代目)
- 1995年1月- 阪神淡路大震災によって被害を受ける。
- 1997年4月- 本館完成。
- 2000年8月-ビオトープ完成。

## 教育目標
- 自らを高め 豊かな心をもつ子供の育成
  - にっこりあいさつ心から しっかり聴いて考えよう すすんで取り組む元気な子 まもろう命みんなの宝

## 通学区域
- 神戸市須磨区[2]
  - 一ノ谷町1～5丁目
  - 稲葉町1～7丁目
  - 北町1～3丁目
  - 潮見台町1～5丁目
  - 須磨浦通1～6丁目
  - 須磨本町1～2丁目
  - 関守町1～3丁目
  - 千守町1～2丁目
  - 月見山本町1～2丁目
  - 天神町1～5丁目
  - 西須磨（鉄拐）
  - 松風町3～5丁目[3]
  - 松風町6～7丁目
  - 南町1～3丁目
  - 行幸町1～4丁目

## 進学先中学校
- 神戸市立鷹取中学校

## 校区内の主な施設など
- 須磨浦公園
- 須磨浦公園駅
- 鉢伏山
- 須磨駅
- 山陽須磨駅
- 須磨寺駅
- 須磨海浜公園駅
- 綱敷天満宮
- 月見山駅
- 兵庫大学附属須磨ノ浦高等学校
- 須磨浦学園 須磨浦小学校
- マリスト国際学校

## 交通アクセス
- 神戸市バス 71・72・75系統「西須磨小学校前（村雨堂下）」すぐ
- 山陽電鉄「月見山駅」徒歩10分
- JR神戸線「須磨海浜公園駅」徒歩10分

## 通学区域が隣接している学校
- 神戸市立若宮小学校
- 神戸市立東須磨小学校
- 神戸市立北須磨小学校
- 神戸市立塩屋北小学校
- 神戸市立塩屋小学校

## 卒業生
- 島田叡 - 内務官僚、沖縄県知事(第二次世界大戦末期)
- 土井たか子 - 衆議院議員[4]
- 石井一 - 衆議院議員、参議院議員
- 平松愛理 - シンガーソングライター
- マック鈴木 - 元プロ野球選手（投手）、元監督、野球解説者。